# Can Boixeres (metrostation)
Can Boixeres is een metrostation aan lijn 5 van de Metro van Barcelona.
Het station ligt aan een bovengronds gedeelte van de lijn tussen Carrer de l'Estronci en Camí de Can Boixeres, net ten zuiden van de Ronda de Dalt, in L'Hospitalet de Llobregat. Het is geopend in 1976 als de lijn wordt verlengd van Pubilla Cases tot Sant Ildefons. Tot 1982 heeft het station de naam Buxeres.
Dit station is een van de weinige bovengrondse metrostations van de metro van Barcelona, hoewel de perrons en de rails overkapt zijn. Dit kaartverkoophal, met een ingang, ligt op de tweede verdieping.
Naast dit station is ook een groot depot en onderhoudspunt voor de treinen.